# 해식애

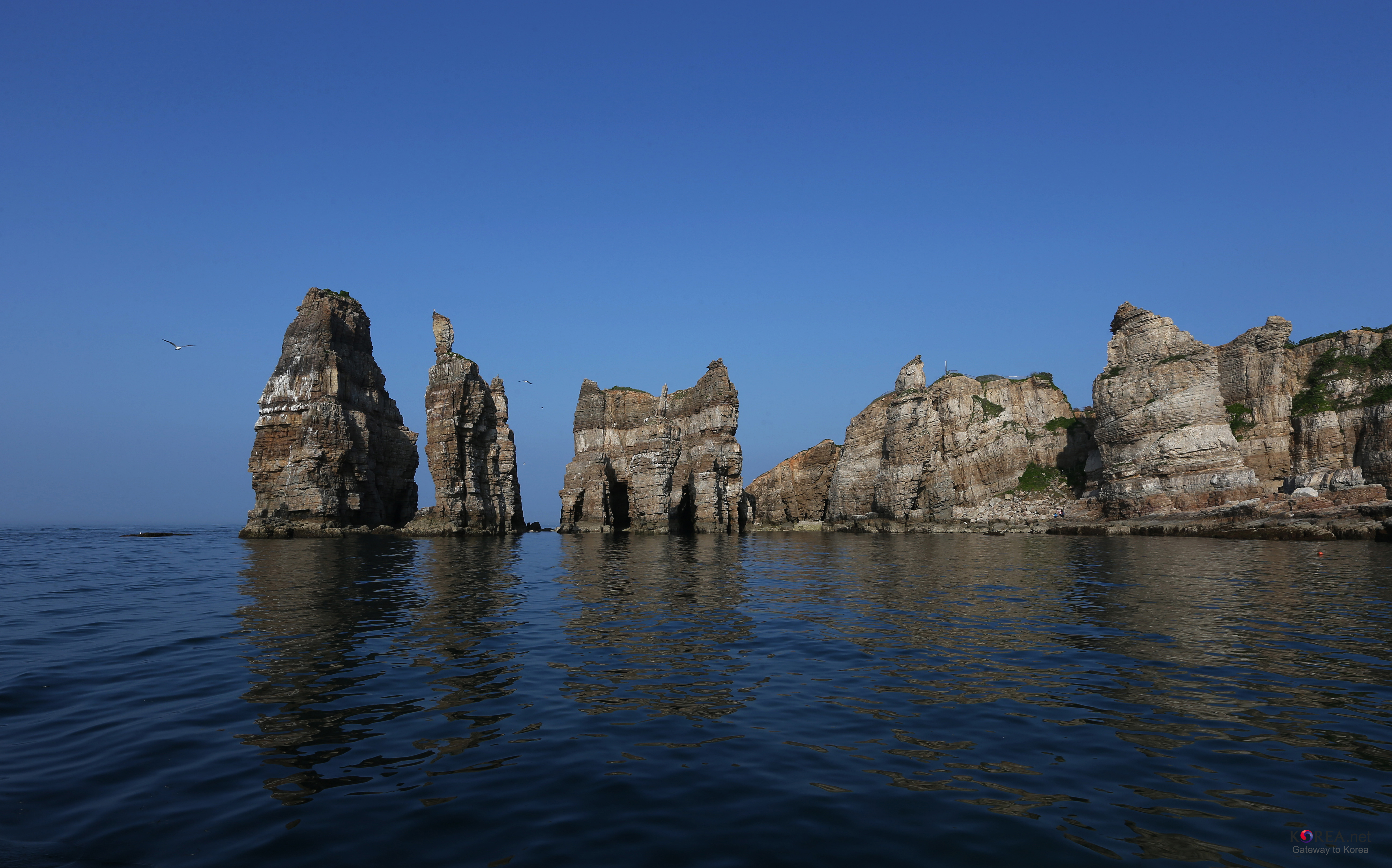
백령도의 해식애

해식애(海蝕崖) 또는 해식절벽은 육지가 파랑의 침식작용을 받아 할 때 해안에 후퇴형성되는 절벽이다. 해식애는 암석해안에 널리 나타나며 파식에 의하여 발달 유지된다. 해식애의 기저부에 파식이 가해져서 오목한 노치(notch)가 파여 단면이 불안정해지면, 단애면에서는 암설이 낙하하여 급사면이 유지된다.